# Sandra Gal
Sandra Gal (nascida em 9 de maio de 1985) é uma golfista profissional alemã que atualmente joga no LPGA Tour (Associação Feminina das Profissionais de Golfe), sediado nos Estados Unidos.
Se tornou profissional em 2007.
Sandra irá representar a Alemanha no jogo por tacadas individual feminino do golfe nos Jogos Olímpicos de Verão de 2016, no Rio de Janeiro, Brasil.